# Plantaardige cel
Een plantaardige cel is een cel zoals die bij planten en algen voorkomt. Zo'n cel bestaat van buiten naar binnen uit een celwand, een membraan, een laagje cytoplasma en een vacuole: de grote, centrale ruimte die gevuld is met water en opgeloste stoffen. In het cytoplasma bevinden zich de overige celorganellen zoals golgicomplex, mitochondriën, bladgroenkorrels en het endoplasmatisch reticulum.
De celwand is altijd doordrenkt met water, behalve in uitgedroogde plantendelen. Het vacuolevocht heeft doorgaans een hogere osmotische waarde vergeleken met de celwand. Hierdoor diffundeert water van uit de houtvaten door de celwand en door de vacuolemembraan naar de vacuole. Het wordt als het ware aangezogen. Het gevolg is dat de cel wordt opgepompt en er een overdruk ontstaat (turgordruk). Hieraan ontlenen veel planten(delen) hun stevigheid.
Men kan de cel vergelijken met een opgepompte voetbal. De binnenbal staat model voor het cytoplasma, de buitenbal voor de celwand. De lucht in de bal staat voor het vacuolevocht. Plakt men op willekeurige wijze een aantal voetballen aan elkaar, dan ontstaat een model van een eenvoudig plantaardig weefsel (parenchym). Tussen de ballen zal veel ruimte zitten, wat vergelijkbaar is met de intercellulaire ruimten in plantaardige weefsels. De intercellulairen zijn doorgaans gevuld met lucht.

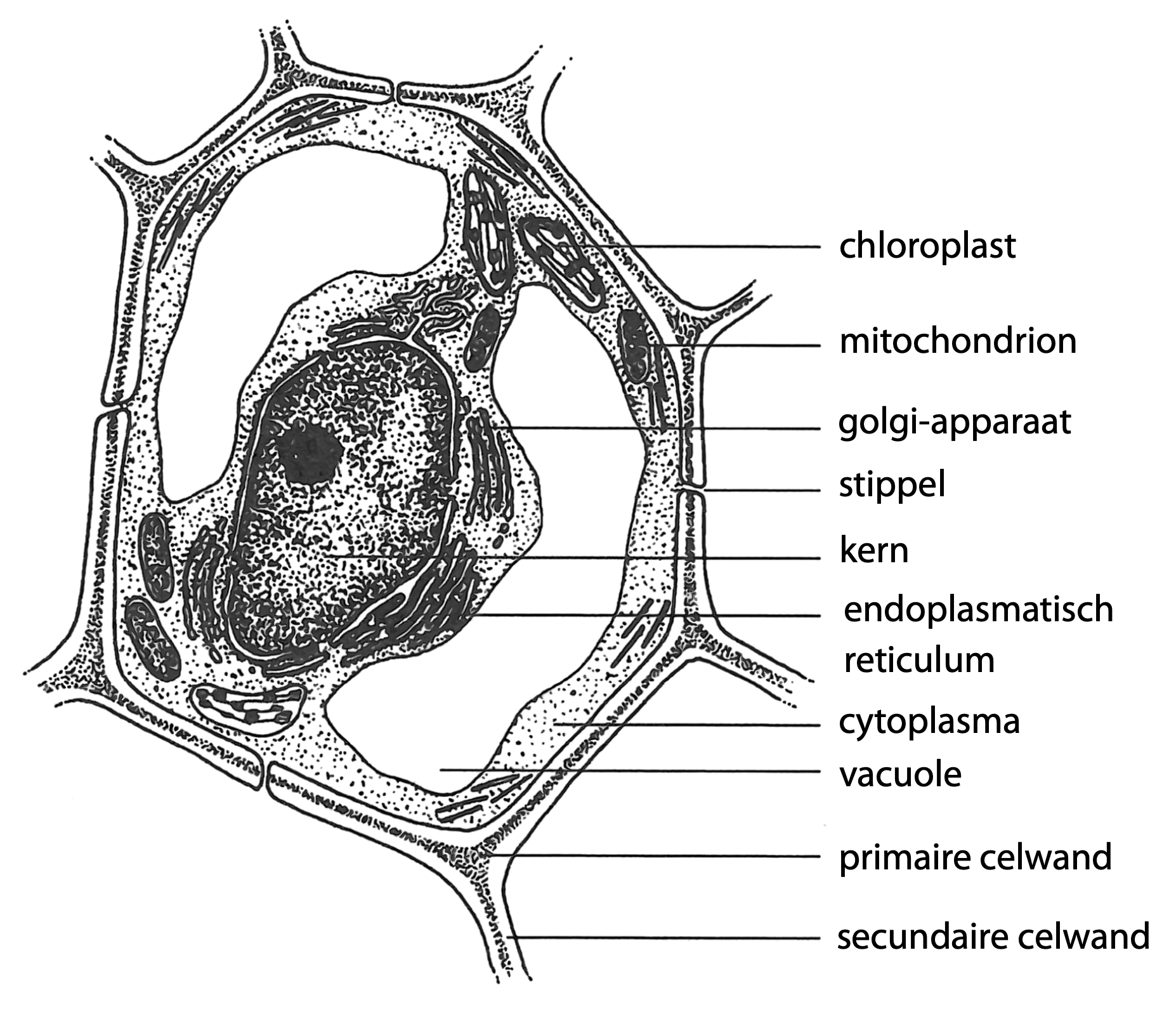
Plantencel met celwand en celwanden van omringende cellen, getekend met elektronenmicroscopische details (5000x)
Diagram van floëemcellen. Het floëem bestaat uit verschillende celtypen die efficiënt transport van water en fotosyntheseproducten mogelijk maken.